# Gabriel Lupiáñez Gely
Gabriel Lupiáñez Gely (Sevilla, 13 de abril de 1899, - ibídem, 19 de enero de 1942) fue un arquitecto español. Su obra fue modernista y funcionalista.

## Biografía
Su padre fue un profesor de Medicina que llegó a rector de la Universidad de Sevilla en la década de 1920. También tenía una vocación humanista, que le hizo entrar como miembro en la Academia de Bellas Artes y Buenas Letras. Su madre fue Teresa Gely Giroult, de origen francés. Gabriel Lupiáñez nació en 1899. Enfermó de tuberculosis antes de cumplir los veinte años y murió, por causa de esta, en 1942.
Estudió arquitectura y trabajó de arquitecto para la Diputación de Sevilla desde 1926. A causa de su enfermedad, estuvo de baja del 21 de agosto al 31 de noviembre de 1932, del 1 de agosto al 1 de septiembre de 1933, del 10 de octubre al 10 de noviembre de 1934 y del 17 de noviembre de 1938 al 19 de febrero de 1939.
Sus principales inmuebles fueron el mercado de la Puerta de la Carne (1926-1929) el Instituto Anatómico de la Facultad de Medicina de la Universidad de Sevilla (proyecto en colaboración con Rafael Arévalo Carrasco en 1932 para ser realizado en la Huerta del Hospital Central), y un edificio de viviendas en la calle Feria, 138, esquina con la calle Antonio Susillo (1931). También pueden señalarse las reformas en 1932 y 1938 en la casa situada en el número 54 de la Alameda de Hércules.